# Schnackenwöhr (Hollfeld)

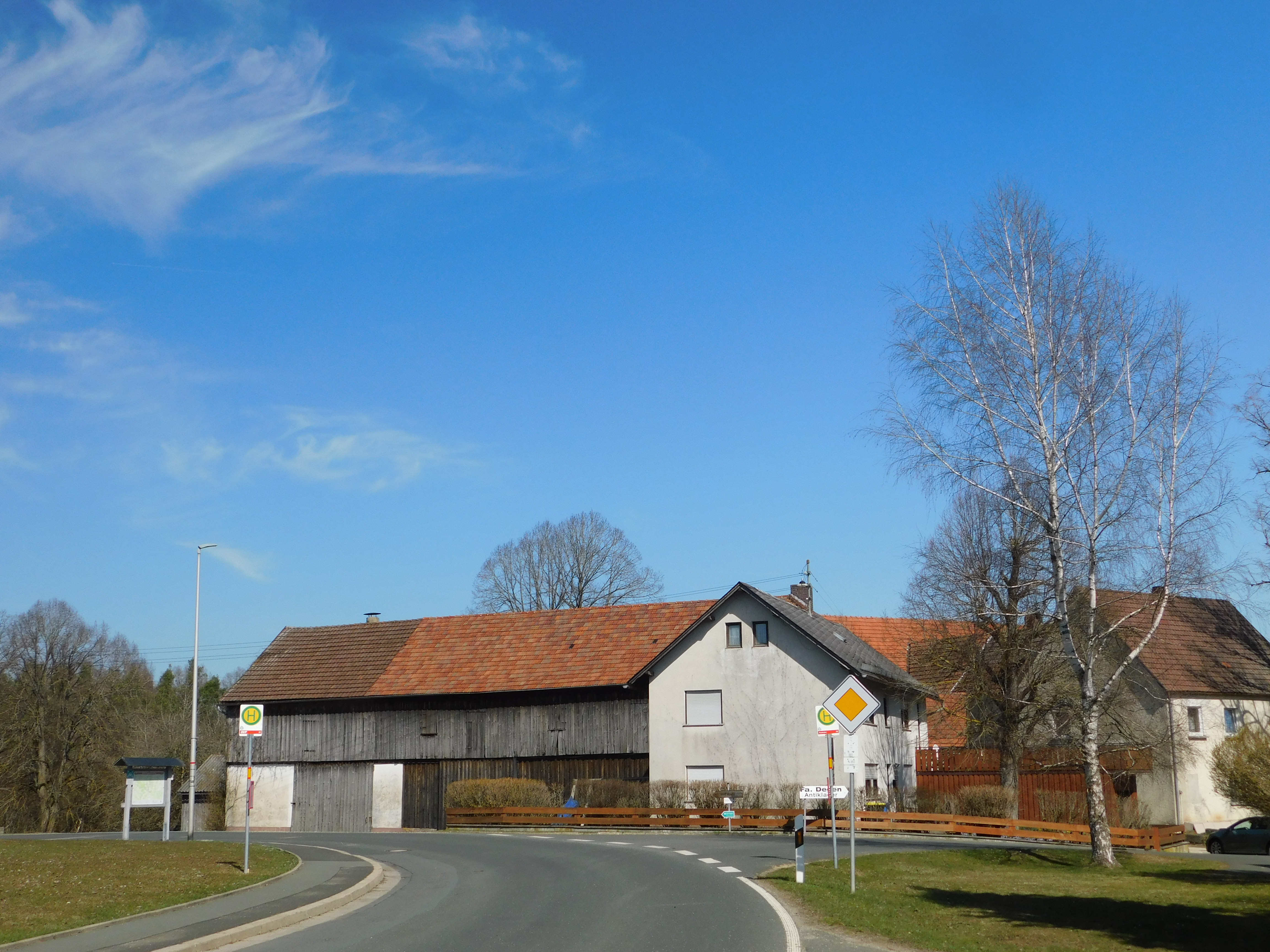
Bushaltestelle „Krögelstein Oberes Dorf“ in Schnackenwöhr

Schnackenwöhr ist ein Gemeindeteil der Stadt Hollfeld im Landkreis Bayreuth (Oberfranken, Bayern). Schnackenwöhr liegt in der Gemarkung Krögelstein.

## Geografie
Schnackenwöhr liegt am oberen Lauf des Kaiserbaches, der zum Einzugsgebiet der Wiesent gehört und im nördlichen Teil der Fränkischen Schweiz entspringt. Das Dorf ist vom knapp sechs Kilometer entfernten Hollfeld aus über die Staatsstraße 2191 und dann auf der zum Nachbarort Krögelstein weiterführenden Kreisstraße BT 39 erreichbar.

## Geschichte
Bis zur Gebietsreform in Bayern war Schnackenwöhr ein Gemeindeteil der Gemeinde Krögelstein im Landkreis Ebermannstadt. Die Gemeinde hatte 1925 insgesamt 408 Einwohner, davon 110 in Schnackenwöhr, das damals 20 Wohngebäude hatte. Als die Gemeinde Krögelstein mit der Gebietsreform am 1. Mai 1978 aufgelöst wurde, wurde Schnackenwöhr ein Gemeindeteil der Stadt Hollfeld.